# Emanuela Zardo
Emanuela Zardo (24 de abril de 1970) é uma ex-tenista profissional suíça.